# 滑铁卢老鹰

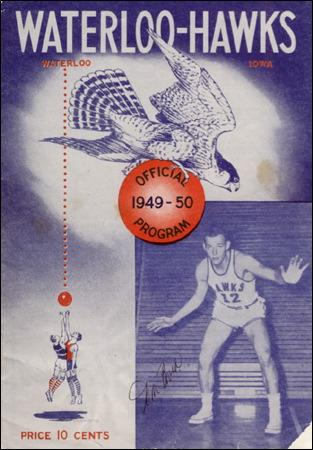
An autographed program from the Waterloo Hawks 1949-50 season.

滑铁卢老鹰（英語：Waterloo Hawks）是美国篮球联盟（NBL）（1948–49）球队，之后NBL并入國家籃球協會（NBA）成为其一员，主场位于愛阿華州滑铁卢，在1950年加入National Professional Basketball League (1950–51)，1951年后解散。